# Tarenna sumatrensis
Tarenna sumatrensis là một loài thực vật có hoa trong họ Thiến thảo. Loài này được (Roth) Bremek. miêu tả khoa học đầu tiên năm 1934.